# L'ora di religione
L’ora di religione (conocida en castellano como La sonrisa de mi madre y La hora de la religión) es una película italiana dirigida por Marco Bellocchio, estrenada en el año 2002.

## Argumento
Cuenta la historia de Ernesto, un pintor con éxito, divorciado y desconectado de su familia que un día, a través del secretario de un influyente obispo, recibe una curiosa noticia: la Iglesia está en trámites para canonizar a su madre. La causa la empezó su tía hace tres años, descubre con estupor Ernesto, poco después de que su madre muriera a manos de su hermano mayor deficiente mental. Pero por discrepancias familiares no se le habían comunicado la existencia del proceso. 
Ahora que lo sabe, parte de la familia, especialmente sus hermanos pequeños, le piden que colabore de forma activa en la causa. Pero existe un grave problema. Ernesto es un descreído, es ateo. En medio de toda esta vorágine en torno a su madre, Ernesto, además, quiere aclarar ciertos puntos con la profesora de religión de su hijo pequeño a causa de la confusión con la que llega a casa el niño.